# Переселенська сільська рада
| Переселенська сільська рада — колишній орган місцевого самоврядування у Кагарлицькому районі Київської області з адміністративним центром у с. Переселення. Історична дата утворення: в 1921 році. Сільській раді підпорядковані населені пункти: - с. Переселення |

## Склад ради
Рада складається з 16 депутатів та голови.

### Керівний склад ради
| ПІБ                         | Основні відомості                                                         | Дата обрання | Дата звільнення |
| --------------------------- | ------------------------------------------------------------------------- | ------------ | --------------- |
| Довгопол Михайло Васильович | Сільський голова, 1952 року народження, освіта, безпартійний              | 26.03.2006   | 31.10.2010      |
| Довгопо Михайло Васильович  | Сільський голова, 1952 року народження, освіта вища, член Партії регіонів | 31.10.2010   |                 |

Примітка: таблиця складена за даними джерела